# Макс фон Петтенкофер
Макс Йозеф Петтенкофер, з 1883 року фон Петтенкофер (нім. Max von Pettenkofer; 3 грудня 1818, Ліхтенгайм поблизу Нойбург-ан-дер-Донау — 10 лютого 1901, Мюнхен) — німецький натураліст, хімік і лікар-гігієніст, засновник першого в Європі Інституту гігієни в Мюнхені, президент Баварської академії наук з 1890 року.

## Біографія
Народився 3 грудня 1818 року в Ліхтенгаймі поблизу Нойбурга-ан-дер-Донау в Баварії, в селянській родині. Крім Макса, в багатодітній родині було ще семеро дітей. Бездітний брат батька, Франц Петтенкофер, взяв на себе турботу про синів. Він був знаменитий відкриттями в царині хімії, з 1823 року був придворним аптекарем і хірургом Баварського двору.
Навчаючись в гімназії і працюючи помічником аптекаря, Петтенкофер виявляв високі здібності до навчання. Однак, впустивши один з цінних судин і отримавши ляпаса від дядька, пішов з дому і попрямував в Аугсбург, щоб стати там актором, виконував роль в «Еґмонті» Гете під псевдонімом Тенков. За наполяганням батьків і двоюрідної сестри Олени — його таємної нареченої — вирішив продовжити навчання. У 1837—1843 рр. навчався спочатку на природному, а потім на медичному факультеті Мюнхенського університету.

### Перші наукові розробки
Отримавши 1843 року ступінь доктора медицини, Петтенкофер деякий час працював в галузі хімії під керівництвом Кайзера в Мюнхені і Шеєрера в Вюрцбурзі. Вдосконалюватися в обраному ним напрямку — медичній хімії — він попрямував в Гіссенський університет до професора хімії Юстуса Лібіху (в 1852 році на запрошення короля Максиміліана II Лібіх переїхав в Мюнхен, а з 1860 року очолив Баварську Академію наук).
З 1845 по 1847 рік Петтенкофер займався практичною медициною, після чого вступив на роботу в монетному дворі Мюнхена. У лабораторії монетного двору він розробив способи виділення хімічно чистого золота, вилучення платини з срібних талерів. Максу фон Петтенкоферу належить відкриття авантюринового скла. Перевідкрив спосіб отримання античного пурпурного скла, на той час забутий.
Досліджував англійські і німецькі сорти гідравлічного вапна. Відкрив спосіб виробництва цементу, який не поступався за якістю виробленого в Англії;
З 1847-го — дійсний член, а з 1890 року — президент Баварської Академії наук.
1847 року запрошений професором медичної хімії в Мюнхенський університет.
1848 року розробив спосіб отримання світильного газу з дешевої смолистої деревини. Його метод застосували в Базелі. Публічне свято освітлення міста затьмарилося тим, що система відмовила. Петтенкофер був глибоко засмучений, кинувся в Мюнхен, і після двох діб роботи в своїй лабораторії усунув помилку, в результаті чого в Базелі було включено в дію газове освітлення.
До того ж періоду відноситься його винахід способу реставрації масляних картин («Ueber Oelfarbe u. Conservierung d. Gemäldegalerien»), а також приготування мозаїчних емалей.
З 1849 року працював в Баварському, а з 1876 року — в загальнонімецьких відомствах охорони здоров'я.
З 1850 року перебував завідувачем Королівської баварської аптеки.

### Дослідження властивостей хімічних елементів
1850 року Петтенкофер показав, що атомні ваги деяких хімічних елементів відрізняються на величину, кратну восьми. На цій підставі він припустив, що хімічні елементи складаються з субелементарних частинок. Його досліди по систематизації хімічних елементів вплинули на подальші дослідження в цьому напрямку; зокрема, на них посилався Д. І. Менделєєв.

### Дослідження питань гігієни
Петтенкоферу доручили з'ясувати, чому в королівському замку відчувалася докучлива королю сухість повітря. Після цього випадку він зайнявся питаннями гігієни, поставивши їх на наукову основу. 1865 року він очолив створену за його ініціативою кафедру гігієни Мюнхенського університету. 1879 року він організував перший в Європі інститут гігієни, ставши його директором, і керував ним до кінця свого життя.
1865 року приступив до видання журналу «Zeitschrift fur Biologie» разом з професорами Бюлем, Радлькофером і К. Фойтом . Фізіолог Карл Фойт був його другом і колегою із розробки ряду питань, пов'язаних з харчуванням, повітрообміном в приміщеннях і обміном речовин в організмі. Разом з ним він розробив перші гігієнічні норми харчування.
Запропонував використання в якості індикатора чистоти повітря концентрацію вуглекислого газу в житловому або робочому приміщенні.

#### Досвід Петтенкофера по зараженню себе холерним вібріоном
Щоб довести Коху свою правоту, 73-річний президент Баварської Академії наук Петтенкофер випив культуру холерних вібріонів. Досвід відбувся вранці 7 жовтня 1892 року в присутності свідків-медиків. Петтенкофер не захворів. Незважаючи на популярність героїчного досвіду в очах сучасників, Кох припускав, що вченому для цього експерименту прислали ослаблену культуру мікробів, здогадавшись про його наміри.
Досвід із зараженням себе холерою повторив І. І. Мечников в Парижі.

### Самогубство Петтенкофера
10 лютого 1901 року Петтенкофер застрелився у своєму будинку недалеко від Мюнхена після смерті дружини і трьох дітей. І. І. Мечников, отримавши повідомлення про його смерть, записав у своєму щоденнику:
«Тепер я розумію Петтенкофера, який позбавив себе життя в 83 роки після втрати всіх близьких. Він втратив їх, очевидно, передчасно, внаслідок недосконалості медицини. Це недосконалість доводить до відчаю. На кожному кроці бачиш, як ні гігієна, ні терапія не здатні допомогти».
Макс фон Петтенкофер похований на Старому південному кладовищі в Мюнхені.

## Твори
- Der Boden und sein Zusammenhang mit der Gesundheit des Menschen, B., 1882;
- Handbuch der Hygiene und der Gewerbekrankheiten ,. Tl 1-3, Lpz., 1882—94 (спільн. з Н. Ziemssen); у русявий. пер Про важливість громадського здоров'я для міста, СПБ, 1873;
- Холера, СПБ, 1885;
- Про холеру зі зверненням уваги на останню епідемію холери в Гамбурзі, СПБ. 1892.
- «Ueber d. Werth d. Gesundheit für е. Stadt» (Брауншвейг)
- «Vorträge über Kanalisation und Abfuhr» (Мюнхен, 1880; рос. Переклад: «Каналізація та вивезення нечистот»), М., 1877;
- «Der Boden u. sein Zusammenhang mit d. Gesundheit d. Menschen» (Б., 1882)
- «Uber den Luftwechsel in Wohngebäuden»
- «Die atmosphärische Luft in Wohngebäuden»
- «Untersuchungen u. Beobachtungen über d. Verbreitungsart d. Cholera» (1855),
- «Hauptbericht über d. Choleraepidemie von 1854 in Bayern» (1857),
- «Choleraregulativ» (1866),
- «Verbreitungsart d. Cholera in Indien» (1871),
- «Was man gegen d. Cholera thun kann» (1873),
- «Ueber d. gegenwärtigen Stand d. Cholerafrage» (1887),
- «Künflige Prophylaktik gegen Cholera» (1875),
- «Zur Aetiologie d. Typhus» (1872).